# كيلغور
كيلغور (بالإنجليزية: Kilgore, Texas) هي مدينة تقع بولاية تكساس في شمال شرق الولايات المتحدة. تبلغ مساحة هذه المدينة 40 (كم²)، وترتفع عن سطح البحر 109 م، بلغ عدد سكانها 12975 نسمة في عام 2010 حسب إحصاء مكتب تعداد الولايات المتحدة وتصل الكثافة السكانية فيها 324.4 نسمة/كم2.

## التاريخ
تأسست كيلغور عام 1872 عند اكتمال خط سكة حديد السكك الحديدية الدولية الكبرى الشمالية بين بالستين ولونغفيو. اختارت الشركة تجاوز "نيو دانفيل" (مجتمع صغير على بعد 10 أميال جنوب شرق لونغفيو) لصالح موقع جديد على 174 فداناً بيعت للسكك الحديدية من قبل كونستانتين باكلي كيلغور (مُسَمّاة المدينة عليه)، مما ضمن للشركة أرباحاً من تطوير الأراضي.
بُنيت مكتب بريد عام 1873، ومع وجود محطة نقل للمحاصيل، بدأت المدينة تجذب السكان والأعمال من نيو دانفيل. بحلول 1885، وصل عدد السكان 250 نسمة، وكان بها مصنعا غزل للقطن وكنيسة ومدرسة (للبيض فقط). تأسس منطقة تعليمية منفصلة عنصرياً عام 1910. وبحلول 1914، كان بالمدينة مصرفان وعدة أعمال و700 نسمة. استمر النمو حتى 1929 حيث بلغ السكان 1,000 نسمة.
توقفت الازدهار عندما تدهورت أسعار القطن (أساس الاقتصاد) وتأثرت المدينة بالكساد الكبير. أغلقت الأعمال، وانخفض السكان إلى 500 بحلول 1930، وكادت تصبح مدينة مهجورة. هاجر العديد من السود شمالاً للعمل.

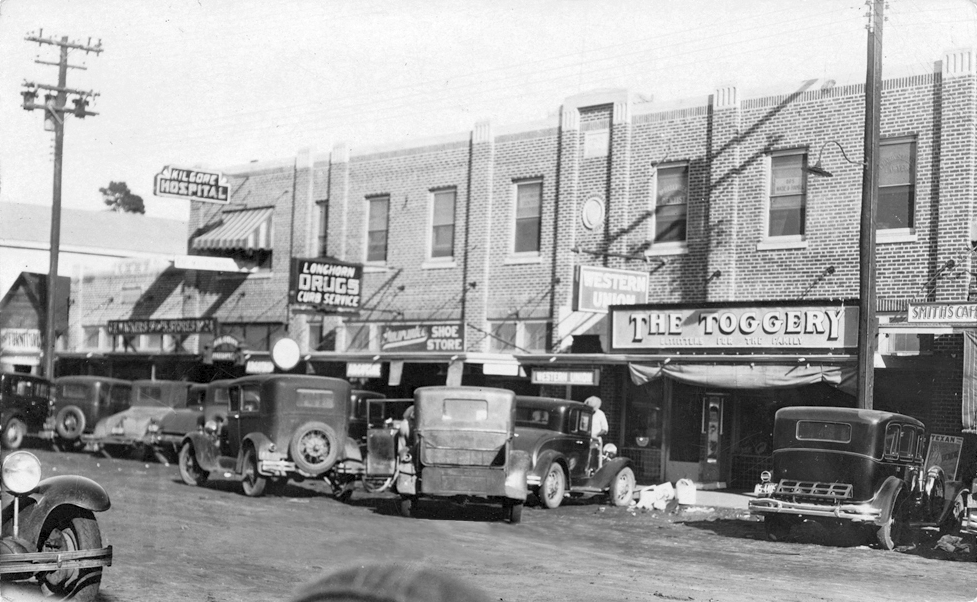
وسط مدينة كيلغور عام 1930

انقلب الحال في 3 أكتوبر 1930، عندما اكتشف المستكشف كولومبوس "داد" جوينر النفط قرب بلدة هندرسون المجاورة. سمي البئر "دايزي برادفورد #3"، وبدأ اكتشاف حقل شرق تكساس النفطي. بين ليلة وضحاها، تحولت كيلغور من بلدة زراعية صغيرة إلى مدينة نفطية صاخبة. تبع ذلك اكتشاف آبار أخرى مثل "لو ديلا كريم رقم 1". بحلول 1936، قفز عدد السكان إلى 12,000 نسمة، وامتلأ أفق كيلغور بأبراج النفط.
استمر الإنتاج بكثافة حتى منتصف الثلاثينيات، مع وجود أكثر من 1,100 بئر منتجة داخل المدينة. أدى النمو المتسارع إلى إرباك الخدمات البلدية، فتم تأسيس البلدية عام 1931. مع تدفق العمال، كافحت الشرطة لفرض النظام بين أحياء الصفيح والحانات الشعبية. استدعوا مرة رينجرز تكساس لاستعادة الأمن. بحلول منتصف الثلاثينيات، انتهت الطفرة النفطية، وباع معظم المستكشفين شركاتهم لشركات كبرى. انتهى الازدهار فعلياً بحلول 1940، لكن النفط ظل أساساً للاقتصاد. استقر عدد السكان حول 10,000 في الخمسينيات، ووصل إلى 15,000 بحسب تقدير 2015.
في الأربعينيات، كان بكيلغور أكثر من 1,000 برج نفط خشبي. عُرِف أحد الأفدنة بـ"أغنى فدان في العالم". اليوم يوجد 60 نموذجاً فولاذياً للأبراج مضاءة بالنجوم، مما أكسب المدينة لقب "مدينة النجوم".

## الجغرافيا
تقع كيلغور جنوب مقاطعة غريغ وتمتد لمقاطعة روسك. يمر الطريق الأمريكي 259 شرق المدينة كطريق سريع، متجهاً شمال شرقاً 11 ميلاً إلى لونغفيو وجنوباً 17 ميلاً إلى هندرسون. تمتد حدود المدينة 3 أميال شمالاً حتى الطريق السريع 20، مع مخارج 583، 587، 589. يؤدي الطريق 20 شرقاً 69 ميلاً إلى شريفبورت، لويزيانا وغرباً 119 ميلاً إلى دالاس.
بحسب مكتب تعداد الولايات المتحدة، تبلغ مساحة كيلغور 40.7 كم²، منها 40.6 كم² يابسة و0.1 كم² مياه (0.22%).قالب:واضح يسار
تقع كيلغور في منطقة بيني وودز جنوب نهر سابين.

## الديموغرافيا
قالب:سكان الولايات المتحدة
| العرق                  | العدد  | النسبة |
| ---------------------- | ------ | ------ |
| أبيض (NH)              | 7,762  | 58.03% |
| أسود أو أفريقي (NH)    | 1,857  | 13.88% |
| أمريكي أصلي أو ألاسكا  | 34     | 0.25%  |
| آسيوي (NH)             | 111    | 0.83%  |
| جزر المحيط الهادئ (NH) | 5      | 0.04%  |
| أعراق أخرى (NH)        | 32     | 0.24%  |
| متعدد الأعراق          | 577    | 4.31%  |
| هسباني أو لاتيني       | 2,998  | 22.41% |
| المجموع                | 13,376 |        |

بحسب تعداد 2020، بلغ عدد السكان 13,376 نسمة في 5,060 أسرة.
في تعداد 2000، كان 11,301 نسمة، 4,403 أسرة. الكثافة السكانية 734.3/ميل². بلغ عدد المساكن 4,766 وحدة. التكوين العرقي:
- 78.22% أبيض
- 12.34% أفريقي أمريكي
- 0.41% أمريكي أصلي
- 0.68% آسيوي
- 6.95% أعراق أخرى
- 1.38% متعددو الأعراق
- 11.11% هسبان/لاتينو

30.2% من الأسر لديها أطفال تحت 18 سنة، 50.5% أزواج متزوجون. 27.6% أفراد يعيشون لوحدهم.
متوسط دخل الأسرة $43,129، والعائلة $61,765. 9.7% من الأسر و15.1% من السكان تحت خط الفقر.

## الاقتصاد
في 2023، ضمت كيلغور 309 شركة محلية، وجذبت استثمارات صناعية جديدة بقيمة $117 مليون.
يوجد مركز توزيع لشركة أورجيل للمعدات في المدينة.

## الثقافة والفنون

إحدى راقصات فريق رينجرتس. تصوير كارول هايسميث.

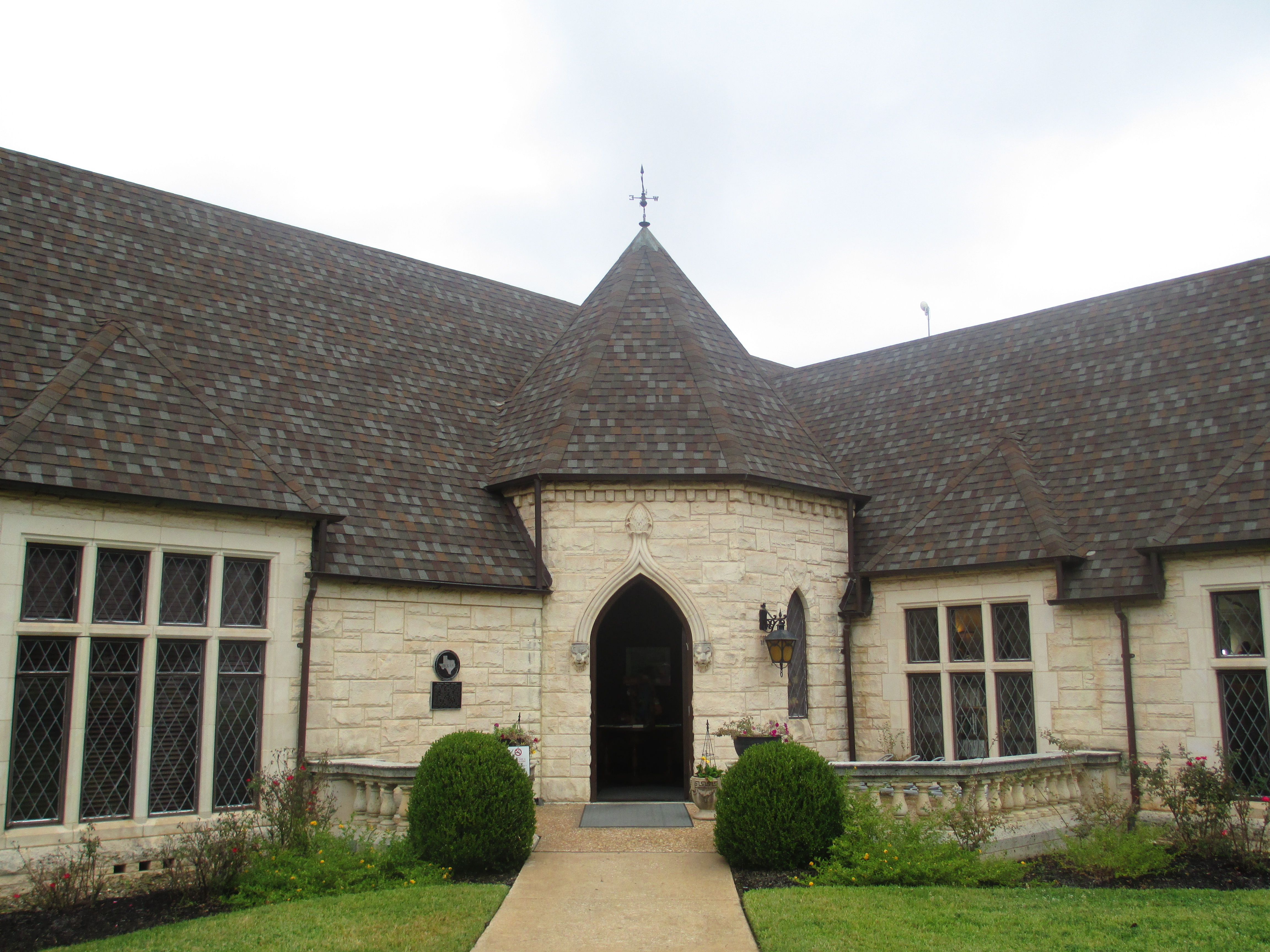
مكتبة كيلغور العامة

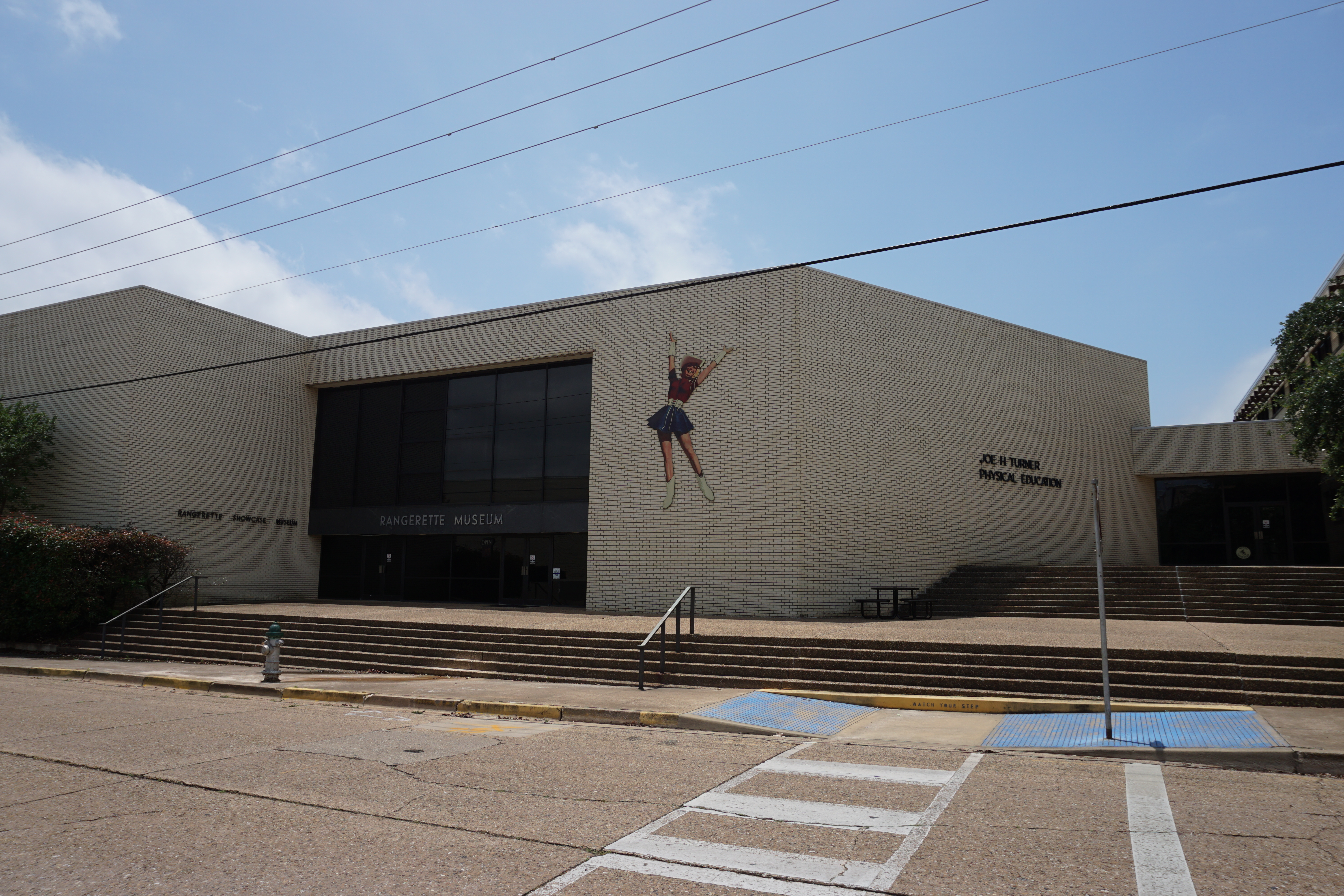
متحف رينجرتس ومجمع التربية الرياضية

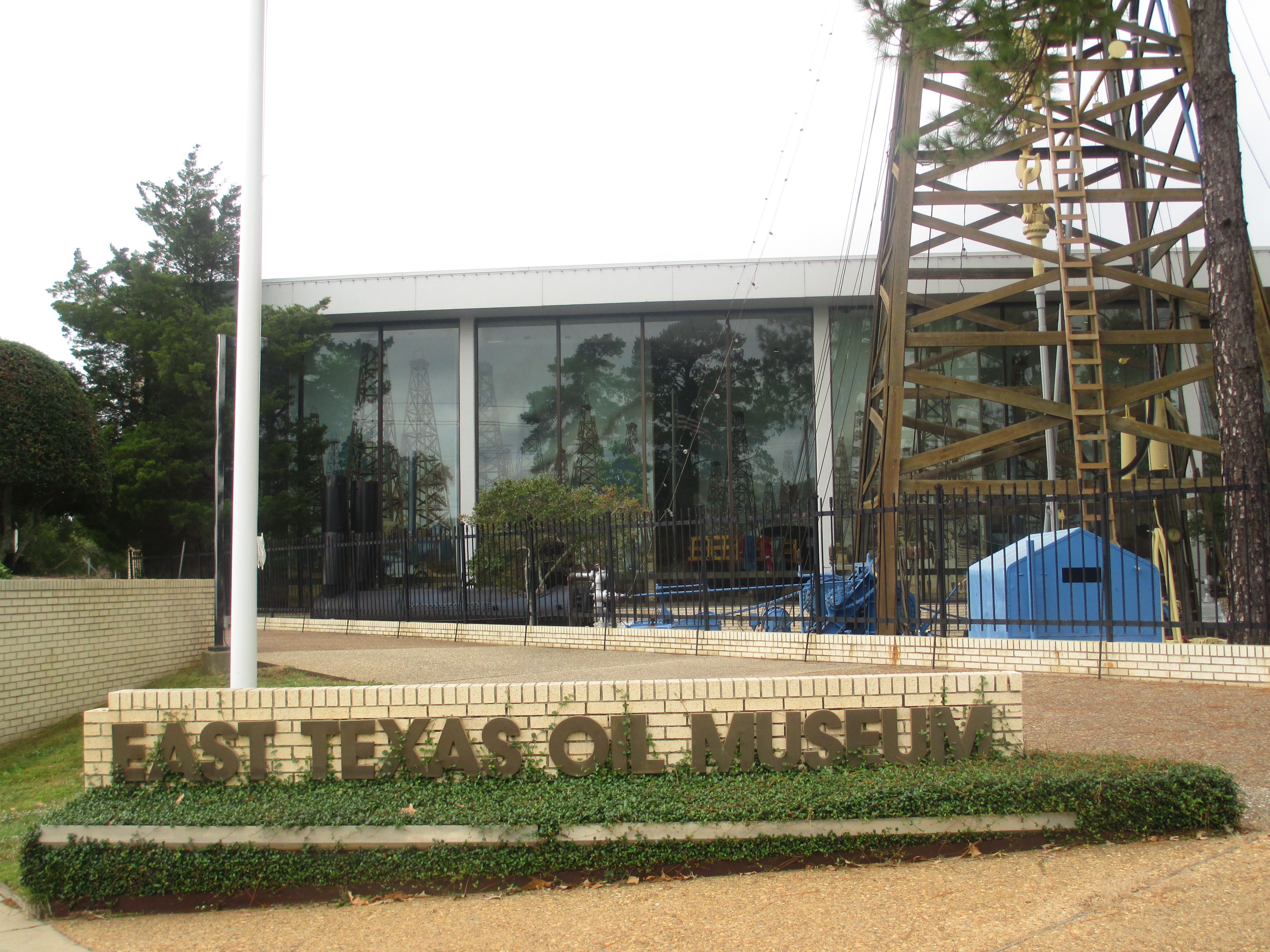
متحف نفط شرق تكساس في كلية كيلغور.

كيلغور موطن مجتمع جبل طابور الهندي (منظمة تراث ثقافي). يقام مهرجان "ريل إيست تكساس" السينمائي سنوياً. تأسس الرينجرتس عام 1940 كأول فرقة استعراض دقيق في العالم. وقد شاركوا في موكب يوم الشكر لميسيز.
مهرجان تكساس شكسبير هو فرقة مسرحية صيفية سنوية. تأسست عام 1986 وتقدم عروضها في قاعة فان كليبرن.[بحاجة لمصدر] اكتملت مكتبة كيلغور العامة عام 1939.[بحاجة لمصدر]
مهرجان شرق تكساس لآلات الأرغن يكرم المقيم روي بيري الذي أشرف على تركيب أجهزة في كاتدرائية سانت مارك وكاتدرائية واشنطن الوطنية. بدأ مهرجان كيلغور السينمائي عام 1998. يُصوّر متحف نفط شرق تكساس طفرة النفط في الثلاثينيات.[بحاجة لمصدر] يقع متحف رينجرتس في كلية كيلغور.[بحاجة لمصدر]

## الرياضة
ملعب آر.إي. سانت جون التذكاري هو ملعب متعدد الأغراض يخدم كلية كيلغور ومدارس كيلغور المستقلة.
دريلر بارك هو الملعب الرئيسي لفريق كيلغور دريلرز لكرة القدم الأمريكية، وملعب ثانوية كيلغور.

### فرق البيسبول
- كيلغور دريلرز (1947–1950)
- كيلغور غاشرز
- كيلغور رينجرز (1937–1938)
- كيلغور بريفز
- إيست تكساس بمب جاكس (2009–2016)[20][21]

### فريق كلية كيلغور
- كيلغور كوليدج رينجرز لكرة القدم[22] وكرة السلة.[بحاجة لمصدر]

## الحدائق والترفيه
يضم نظام مسارات كيلغور مساراً طوله 3.5 أميال للمشي والجري وركوب الدراجات. توجد نقاط وصول متعددة، ويمر المسار عبر مناطق حرجية.

## الحكومة

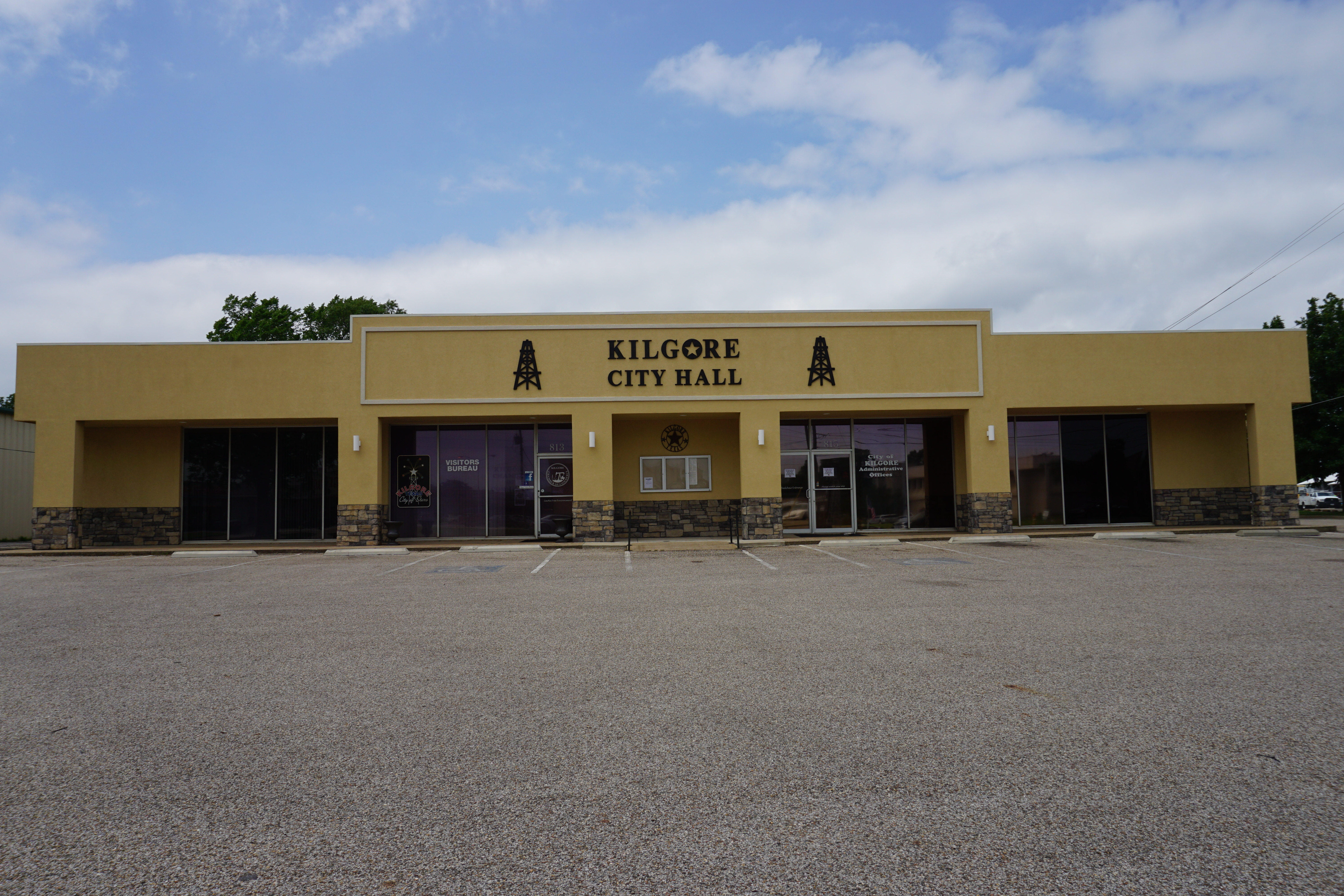
مبنى بلدية كيلغور

### الحكومة المحلية
بحسب التقرير المالي السنوي للمدينة، بلغت الإيرادات $17.4 مليون، والمصروفات $19.4 مليون، والأصول $19.5 مليون، والمطلوبات $0.8 مليون، والاستثمارات $17.5 مليون.

### الحكومة الولائية
تمثل كيلغور في مجلس شيوخ الولاية الجمهوري بريان هيوز (الدائرة 1)، وفي مجلس النواب الجمهوريان ديفيد سيمبسون (الدائرة 7) وترافيس كلاردي (الدائرة 11).

### الحكومة الفيدرالية
يمثل الولاية في مجلس الشيوخ الجمهوريان جون كورنين وتيد كروز. تنتمي كيلغور إلى الدائرة الكونغرسية الأولى في تكساس، ويمثلها حالياً الجمهوري ناثانييل موران.

## التعليم

### المدارس الحكومية
تقع معظم المدينة ضمن منطقة كيلغور التعليمية المستقلة التي تغطي أجزاء من مقاطعتي غريغ وروسك. جزء صغير في مقاطعة غريغ يتبع منطقة سابين التعليمية المستقلة.

### التعليم العالي
كلية كيلغور هي موطن فريق "الرينجرز" والرينجرتس.
تشمل منطقة الكلية المدارس المستقلة في كيلغور وسابين.

## الإعلام

### الصحف
كيلغور نيوز هيرالد صحيفة تصدر مرتين أسبوعياً.

### الراديو
| التردد (ميغاهرتز) | النداء             | الموقع | النوع           | التنسيق              |
| ----------------- | ------------------ | ------ | --------------- | -------------------- |
| 88.7              | كي زد لو           | كيلغور | محطة            | موسيقى مسيحية معاصرة |
| 96.1              | كي كي تي أكس-إف إم | كيلغور | محطة            | روك كلاسيكي          |
| 105.3             | كي 287 أي جاي      | كيلغور | مترجمة لـكي دوك | كلاسيك هتس           |

قالب:إذاعة لونغفيو-مارشال

## البنية التحتية

### النقل

#### الطرق الرئيسية
- الطريق السريع 20: يصل كيلغور بـدالاس (192 كم غرباً) وشريفبورت، لويزيانا (111 كم شرقاً).
- الطريق 259: طريق شمال/جنوب بطول 400 كم.
- الطريق 31
- الطريق 42
- الطريق 135

#### المطارات
- مطار شرق تكساس الإقليمي: يبعد 13 كم شرق كيلغور.
- مطار كيلغور المحلي[29]

#### السكك الحديدية
- سكة حديد يونيون باسيفيك

يُخطط لإنشاء نظام قطار فائق السرعة (أكثر من 320 كم/ساعة) من دالاس/فورت ورث إلى أتلانتا، جورجيا عبر ممر I-20 (مشروع I-20X)، سيمر مباشرة بكيلغور، ليقدم أول خدمة ركاب بالسكك في المنطقة منذ ستينيات القرن العشرين. من المتوقع بدء التصميم لقطاع أتلانتا-برمنغهام بحلول 2025.

#### النقل العام
"غوباس" نظام نقل إقليمي يخدم كيلغور والمدن المجاورة.

#### ركوب الدراجات
يضم نظام مسارات كيلغور مسار كريكسايد (3.5 ميل) ومسار بيغ هيد للدراجات الجبلية.

### الرعاية الصحية
مستشفى أليجيانس التخصصي بكيلغور: 60 سريراً.

## شخصيات بارزة
هذا القالب يجب استخدامه في صفحات التصانيف فقط.

### الرياضة
- أودري تشيس هامبتون: لاعب بيسبول في نيويورك يانكيز [35][36][37][38]
- ريكي كولينز: لاعب كرة قدم في غرين باي باكرز والدوري الكندي لكرة القدم
- واين دانييلز (مواليد 1987): لاعب NFL
- لوي ناولين "بادي" همفري (1935–1988): لاعب كوارترباك في ثانوية كيلغور
- لين جونسون (مواليد 1990): لاعب NFL ولاعب سابق في كلية كيلغور
- جيمس راندل "راندي" ماتسون (مواليد 1945): أولمبي
- ألفين ريد (مواليد 1944): لاعب في هيوستون أويلرز وواشنطن ريدسكينس
- والتر إدوارد "إد" ريد (مواليد 1942): أولمبي
- رون شيبرد (مواليد 1960): لاعب بيسبول سابق في تورونتو بلو جايز، درس في ثانوية كيلغور
- ديموريو ويليامز: لاعب كرة قدم في كلية كيلغور ونبراسكا وNFL

### الموسيقى والتمثيل
- فان كليبرن (1934–2013): عازف بيانو، نشأ في كيلغور
- غوسي نيل ديفيس (1906-1993): مؤسسة الرينجرتس
- ويل جينينغز (1944-2024): ملحن
- هانك أونيل (مواليد 1940): منتج موسيقي، مؤلف ومصور، مخضرم
- روبرت باتريك (1937-2023): ممثل
- آلي فينابل (مواليد 1999): عازفة غيتار بلوز روك ومغنية

### أخرى
- دانا دود (1985–2003): ضحية جريمة قتل؛ عُثر على جثتها في كيلغور 2006
- روبرت ج. "بوب" غوس (1898-1978): رئيس شرطة سابق في كيلغور، ورينجر تكساس
- تشارلز هورويتز (مواليد 1940): رجل أعمال[39][40]
- ديفيد فان أوز (مواليد 1950): ناشط حقوقي، محامٍ عمالي، سياسي؛ درس في ثانوية كيلغور

## روابط خارجية
- الموقع الرسمي
 (بالإنجليزية)
- معلومات جغرافية متعلقة بكيلغور على خريطة الشارع المفتوح (بالإنجليزية)
- Texas State Historical Association (رابطة تكساس التاريخية) (بالإنجليزية)
- المركز الإسلامي في لونغفيو (أقرب مسجد لكيلغور)

قالب:كيلغور، تكساس
قالب:موقع جغرافي (8-اتجاهات)
قالب:قوالب متعددة
قالب:تحكم بالسلطة
قالب:شريط مواضيع